# Nuno Crato
Nuno Crato (portuguès: Nuno Paulo de Sousa Arrobas Crato)  (Lisboa, 9 de març de 1952) és un matemàtic i estadístic portuguès. Va ser ministre de Ciència, Tecnologia i Educació de Portugal entre 2011 i 2015.

## Trajectòria
És llicenciat en economia per la Universitat Tècnica de Lisboa i és doctor en matemàtiques aplicades per la Universitat de Delaware. El juny de 2010 va ser nomenat president executiu del parc científic Taguspark d'Oeiras.
La seva recerca tracta sobre processos estocàstics i sèries temporals amb diverses aplicacions, sobretot, climàtiques i financeres. Va ser president i coordinador científic del centre de recerca CEMAPRE de l'ISEG. A més de les seves contribucions a la investigació científica, ha publicat sobre divulgació científica i educació.